# Ернст Теодор Амадеус Хофман
Ернст Теодор Амадеус Хофман (на немски: Ernst Theodor Amadeus Hoffmann), по-известен с инициалите си Е.Т.А. Хофман, е германски писател, композитор, диригент и музикален критик, художник (живописец, график и карикатурист).

## Биография
Роден е на 24 януари 1776 г. в Кьонигсберг в семейство на адвокат. След развода на родителите му през 1778 г. остава при майка си, но на практика е възпитаван от своя чичо – той отрано развива у Хофман вкус към фантастичното и мистичното, което по-късно се отразява върху литературното му творчество.
През 1800 г. Хофман завършва право в Кьонигсбергския университет и става държавен чиновник. Като такъв изкарва прехраната си почти през целия си живот, а свободното си време посвещава на изкуството. За кратко време е капелмайстор в Дрезден (1813 – 1815 г.), след което отново се връща към „основната“ си професия, към която не храни особени симпатии, въпреки че изпълнява служебните си задължения педантично. Държавната служба му осигурява достатъчно доходи и свободно време, за да се занимава с нещата, които са му присърце.
Биографията на Хофман, подобно на тази на мнозина негови бележити съвременници, е бедна откъм външни събития, но това той компенсира с мащабното си творчество, най-вече литературно.

## Музика
Не е известно кога и как Хофман получава първите си музикални познания, но се смята, че са му предадени от чичо му. По-късно младият Хофман взема уроци при органиста Кристиан Подбелски, учи се на композиция при Й. Ф. Райнхард. В периода 1807 – 1813 г., докато е на държавна служба във Варшава, организира там филхармонично общество и симфоничен оркестър. Щатно или доброволно работи в музикалните театри на Бамберг, Берлин, Дрезден и Лайпциг. През живота си Хофман публикува много музикални статии, издава и собствени произведения, които не срещат особен отклик сред публиката. Днес Хофман е почти неизвестен като композитор, въпреки че самият той се е възприемал именно като такъв.

## Изобразително изкуство
Хофман отделя много внимание на изобразителното изкуство, създава живописни и графични творби, от които днес са запазени твърде малко. В тази сфера получава приживе признание като театрален декоратор, но и тук наличните данни за творчеството му са оскъдни.

## Е.Т.А. Хофман в България

### До 1944 година
Първите преводи на Хофманови произведения в България датират от края на XIX век – най-напред се появява в превод от френски приказката „Щастието в играта“; тънката книжка излиза в Сливен през 1882 г., а четири години по-късно – и в Пловдив. Преводач е Димитър Бръзицов. През 1898 г. Никола Денчев превежда от руски и публикува в Севлиево новелата „Песъчний человек. Нощен разказ, любопитен за всекиго“. Вече от немски Иван Кръстев превежда и публикува две десетилетия по-късно – през 1921 г. – приказката на Хофман „Троши-Орешко“ – в библиотеката за деца на Ал. Паскалев „Слънчеви лъчи“. А през 1926 г. Петър Спасов предлага в сп. „Хиперион“ разказа „Дон Жуан. Приказно събитие, което се случи с един пътуващ ентусиаст“ – всички преводи вече са от немски. През 1928 г. в поредицата на Ив. Игнатов „Любими романи“ излиза повестта на Хофман „Принцеса Брамбила“ в превод на Екатерина и Вера Бояджиеви. А на следващата – 1929 г. – пак в същата поредица е публикуван романът „Еликсирите на дявола. Следсмъртни книжа на капуцина отец Медардус“ в превод на Панайот Чинков. Едва през 1933 г. в седем поредни книжки на сп. „Седмичен преглед“ излизат откъси от новелата „Мадмоазел дьо Скюдери“. Това е всичко за период от половин столетие.

### Реакционен романтик
В годините на догматизма в България се установява официалното становище, че Е.Т.А. Хофман спада към представителите на „пасивния, реакционен романтизъм, който търси идеала в миналото, а мечтите му са свързани с отмиращи форми на обществен живот“. Хофман е определян като „антиреалист“, творбите му се обявяват за „нездрави, упадъчни и консервативни“.
След това обаче настъпва втори етап, в който към „реакционера“ Хофман се прилага по-диференциран подход. През шестдесетте години на XX век въпросът за отношението между „прогресивния“ и „реакционния“ романтизъм става дискусионен. Започва да се изтъкват не само принципните различия между двете течения в романтизма, но и се търси между тях „сложна и противоречива диалектическа връзка“. Така в тома от 1969 г. на „Кратка българска енциклопедия“ пише: „Най-характерното у Хофман е /.../, бягството от дребнобуржоазния свят в света на фантазията и мистиката с цел да проникне в същността на нещата. Въпреки това в творчеството на Хофман има известни реалистични черти.“  Тези „известни реалистични черти“ нарушават стройния догматичен модел и затова трябва да бъдат включени в нов модел, не по-малко догматичен. Като със скалпел „учените“ започват да извършват дихотомия върху творчеството на Хофман. То е разделено на два периода – реакционен и прогресивен, или романтичен и реалистичен. Дори се издирват доказателства, че в края на живота си Е.Т.А. Хофман е преминал изцяло на реалистични позиции, че се е прехвърлил в „лагера на прогресивната литература“.

### Превъзмогване на страха
Едва през 1972 г. издателство „Наука и изкуство“ се осмелява да издаде том с произведения на Хофман, под заглавие „Музикални новели“ в превод на Лилия Големинова. Всъщност това са част от прочутите „Фантазии по маниера на Кало“, но маскирани като уж теоретически произведения. През следващата 1973 г. в издателството на ОФ излиза и романът на Хофман „Житейските възгледи на котарака Мур“ в превод на Сашо Далов. После изд. „Народна младеж“ публикува през 1976 г. книга с „приказни повести“ на Хофман под заглавие „Лешникотрошачката“ в превод на Страшимир Джамджиев, но през 1981 г. я преиздава под заглавието „Приказки“. Тук са включени „Лешникотрошачката“, „Златната делва“, „Малкият Цахес, наречен Цинобър“ и „Царската годеница“. А през 1980 г. излиза в изд. „Народна култура“ сборникът „Немски романтици“, в който е включена новелата на Хофман „Прозорецът на братовчеда“ в превод на Елисавета Кузманова.

### Хофман vs. Хофман
Най-значимото представяне на Хофманови произведения е изданието „Избрани творби в два тома“ (1987) на изд. „Народна култура“, съставено от Недялка Попова. Изхождайки от догматичното схващане за „превъзмогването на романтизма“ от Хофман в края на живота му, съставителката е наблегнала главно на късни творби. Голяма част заемат неговите „Последни разкази“ и любопитните, но незначителни, макар и „реалистични“ „Писма от планините“. В двутомника с общ обем над 1200 страници липсват такива важни за творчеството на Хофман произведения като „Малкият Цахес, наречен Цинобър“, „Лешникотрошачката и царят на мишките“, „Майстор Бълха“, „Мадмоазел дьо Скюдери“ и „Еликсирите на дявола“. Тук подзаглавието „Приказка от наши дни“ е подменено с „Новела от новото време“, а финалното обозначение „Край на приказката“ изобщо липсва. А художествената приказка у Хофман е специфичен романтически жанр и когато се каже „Край на приказката“, това означава не просто завършек на текста, но и край на приказното изживяване, край на щастието. Неслучайно последното изречение от „Златната делва“ гласи: „Нима висшето щастие на Анселмус е изобщо нещо друго, а не живот в поезията, в която светото съзвучие на всички същества ни се разкрива като най-дълбока тайна на природата?“ Ето защо подзаглавието на приказката, както и финалните думи са неотделима и смислово важна част от текста. Тяхната промяна или премахване изменя художественото внушение на Хофман.

## Влияние
Литературата на Хофман оказва огромно влияние върху по-късните писатели. В Германия и Австрия това са Херман Хесе, Томас Ман, Хуго фон Хофманстал; в Англия – Джордж Байрон, Чарлз Дикенс, Уолтър Скот, Оскар Уайлд, сър Артър Конан Дойл; в Северна Америка Едгар Алан По твърди, че Хофман е негов учител. В Русия е забележително влиянието върху Николай Гогол, Фьодор Достоевски (в „Дневника на писателя“ Достоевски разказва, че няколко пъти е прочел пълното издание на хофмановите съчинения на руски, след което ги е прочел в оригинал), Михаил Булгаков (в романа си „Майстора и Маргарита“ той пряко преразказва случки, описани преди това в разказите на Хофман); във Франция неговото влияние изпитват Оноре дьо Балзак, Теофил Готие, Алфред дьо Мюсе, Шарл Бодлер; в България – Николай Райнов. Може да се твърди, че Хофман е предтеча на литературния жанр, известен днес като „фентъзи“.
По произведение на Хофман Пьотър Чайковски пише балета си „Лешникотрошачката“, вероятно „Лебедово езеро“ също се основава на текст на Хофман. В музиката хофмановите произведения стоят като сюжет също при Роберт Шуман – „Крайслериана“, „Жизел“ на Адолф Адам, „Копелия“ на Лео Делиб, творби на Феручо Бузони и Паул Хиндемит. Разказът „Майстор Мартин-бъчваря и неговите калфи“ вдъхновява Рихард Вагнер за либретото и операта „Нюрнбергските майстори певци“. Вагнер създава по текст на Хофман и операта „Летящият холандец“.